# 和田惟長
和田惟長（1551年—1573年4月16日／1628年5月4日），日本戰國時代至安土桃山時代（或江戶時代初期）的武將。父親是和田惟政。

## 生平
在天文20年（1551年）出生，家中嫡男。父親惟政是室町幕府的幕臣。元龜2年（1571年）8月，與父親一同出陣，在28日於攝津國郡山，與池田知正、荒木村重等人的軍勢戰鬥，不過在擔任先陣的父親戰死後，指揮後備的惟長慌忙逃走，於是失去諸將的信賴（『耶蘇通信』）。翌年（1572年）4月，為了救援交野城而出陣，以第15代將軍足利義昭的部將身份，與織田信長軍一同作戰（『兼見卿記』）。不過從這段時期開始，義昭與信長的對立，因為家臣團中亦因去向而對立，在陷入懷疑的情況下，殺害叔父兼後見役和田惟增（『耶蘇通信』），自身則對信長表示忠節（『細川家文書』）。
元龜4年（1573年），計劃暗殺在家中具有信望的高山友照、右近父子，於是以會議為名，引誘高山父子出現，不過因為計劃已被高山父子識破，於是雙方發生激烈廝殺，在這次戰鬥中，惟長受了致命傷，而右近亦受了重傷，於是從現場逃走，並逃至伏見，不過在3月11日因為受了致命傷而被估計生存相當困難（『兼見卿記』），在數日後死去（『陰德太平記』）。

## 生存説
根據自稱是惟長子孫的江戶幕臣近江和田氏的記錄，惟長在受重傷後恢復並生存，不過之後沒落，仕於小野木氏、山岡氏，最後仕於德川氏並成為幕臣，在寬永5年4月1日（1628年5月4日）以78歲之齡死去（『寬政重修諸家譜』）。而根據『甲賀郡舊牛飼村共有文書』中，在慶長16年11月1日（1611年12月4日）的起請文上，有「和田傳右衛門尉惟長」的署名。